# Microcnemum coralloides
Microcnemum es un género monotípico de planta herbácea perteneciente a la familia Amaranthaceae. Su única especie: Microcnemum coralloides (Loscos & J.Pardo) Font Quer, tiene dos subespecies, una originaria de  Turquía en Anatolia central y la otra és un endemismo ibérico.

## Descripción
Es una planta anual que alcanza un tamaño de hasta 10 cm de altura a una altitud de 400 - 1000 metros, en lugares algo salinos, a veces con encharcamiento temporal. Son nativas de Turquía, especialmente en Konya, y cerca del Lago Tuz.

## Taxonomía
Microcnemum coralloides fue descrita por (Loscos & J.Pardo) Font Quer y publicado en Cavanillesia 1: 19, en el año 1928.
Citología
Números cromosomáticos de Microcnemum coralloides  (Fam. Chenopodiaceae) y táxones infraespecificos: 2n=18
Sinonimia
- Arthrocnemum coralloides Loscos & J.Pardo basónimo
- Microcnemum fastigiatum (Loscos & J.Pardo) Ung.-Sternb.
- Salicornia fastigiata Loscos & J.Pardo[4]
- Loscosia aragonensis Willk. ex Pau in Actas Soc. Esp. Hist. Nat. ???5: 160 (1899), nom. illeg.[5]